# António Morato
António Maurício Farinha Henriques Morato (nascut el 6 de novembre de 1964) és un futbolista retirat portuguès que va jugar com a defensa central.

## Carrera de club
Relativament baix per a la seva posició, tot i això Morato, nascut a Lisboa, es va imposar ràpidament a l'Sporting CP local, sent titular indiscutible a partir dels 19 anys i va fer a prop de 200 aparicions competitives amb el club de la capital abans d'arribar als 25. Durant el seu període, va formar tàndem de joves defenses al costat de Pedro Venâncio.
L'estiu de 1989, Morato es va traslladar a un altre equip de la Primeira Liga, el FC Porto, però la seva estada d'un any no tindria gaire èxit: va guanyar l'únic campionat de la seva carrera però només va participar en dos partits, amb el pas barrat, entre d'altres, per l'internacional belga Stéphane Demol.
Morato va acabar la seva carrera professional amb només 29 anys, després d'anar al CF Os Belenenses, al Gil Vicente FC (dos anys) i al GD Estoril Praia.

## Internacional
Morato va jugar sis partits amb Portugal i va ser escollit per a la selecció a la Copa del Món de la FIFA de 1986, on va ser un suplent no utilitzat.

## Vida personal
El pare de Morato, també anomenat António, també era un futbolista internacional.

## Palmarès
Sporting CP
- Supertaça Cândido de Oliveira: 1987

Porto
- Primera Lliga: 1989–90